# Vértice (computação gráfica)

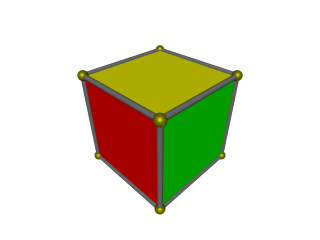
Um cubo 3D com os seus vértices indicados.

Um vértice em computação gráfica é uma estrutura de dados que descreve determinados atributos de mpontos sobre uma superfície, como a posição em espaço 2D ou 3D, que podem ser conectados por primitivos para a renderização.

## Aplicação a modelos 3D
Modelos 3D são frequentemente representados por poliedros triangulados formando uma malha de triângulos. Superfícies não triangulares podem ser convertidas em um arranjo de triângulos através de tesselação. Atributos dos vértices são tipicamente interpolados ao longo da superfície da malha.

## Atributos dos vértices
Os vértices de triângulos estão associados não só à posição espacial, mas também a outros valores usados para renderizar o objeto corretamente. A maior parte dos atributos de um vértice representam vetores no espaço renderizado. Esses vetores geralmente têm 1 (x), 2 (x, y), ou 3 (x, y, z) dimensões e podem incluir uma quarta coordenada homogênea (w). Estes valores ganham significado ao ter um material associado a eles. Na renderização em tempo real essas propriedades são usadas por um sombreador ou "vertex pipeline".
Tais atributos podem incluir:
PosiçãoCoordenadas 2D ou 3D representando o ponto no espaço.
CorTipicamente, valores RGB de cor difusa ou especular, representando a cor da superfície ou informação para iluminação.
RefletânciaDa superfície do vértice. Ou seja, o expoente especular ou efeitos de metal.
Coordenadas de texturaTambém conhecidas como coordenadas UV, elas controlam o mapeamento da textura na superfície, possivelmente com múltiplas camadas.
Vetor normalDefinem uma aproximação da curva da superfície na posição do vértice, usada para cálculos de luminosidade (como sombreamento de Phong
Pesos dos ossosControlam deformações em animações esqueléticas